# Nigers politik
Nigers politik bedrives i en konstitutionel ramme, hvor den udøvende magt er fordelt mellem Nigers præsident og Nigers regering under ledelse af landets premierminister. Den lovgivende magt udøves af regeringen og Nationalforsamlingen.
Nigers nationalforsamling består af 171 medlemmer, der vælges for en 5 årig periode. Nationalforsamlingen kan fremsætte lovforslag og skal godkende al lovgivning.
Landet har et flerpartisystem, der domineres af Nigers Parti for Demokrati og Socialisme (fransk Parti Nigerien pour la Democratie et le Socialisme, PNDS), der er leder af en koalitionsregering (pr. 2019). Øvrige større partier er oppositionspartierne Nigers Demokratiske Bevægelse for en Afrikansk Føderation (fransk: Mouvement démocratique nigérien pour une fédération africain, MODEN/FA) og Den Nationale Bevægelse for udvikling af samfundet, (fransk Mouvement National pour la Société du Développement, MNSD).
Siden uafhængigheden fra Frankrigi 1960 har der været en række militærkup i landet. Nigers nuværende forfatning er fra 1999 og betegnes som den femte republik.
I 2021 var præsidentvalget det mest demokratiske i Nigers historie og 3. april tiltrådte Mohamed Bazoum som præsident, dog efter et mislykket kupforsøg og en periode med jihadistangreb og politisk uro . Bazoum blev imidlertid væltet ved et militærkup i juli 2023. Pr. august 2023 regeres landet af en militærjunta.